# Internazionali Femminili di Palermo 2010
Gli Internazionali Femminili di Palermo 2010 (conosciuto pure come Snai Open) sono stati un torneo femminile di tennis giocato sulla terra rossa. È stata la 23ª edizione degli Internazionali Femminili di Palermo, che faceva parte della categoria International nell'ambito del WTA Tour 2010. Si è giocato a Palermo in Italia, dal 12 al 18 luglio 2010.

## Partecipanti

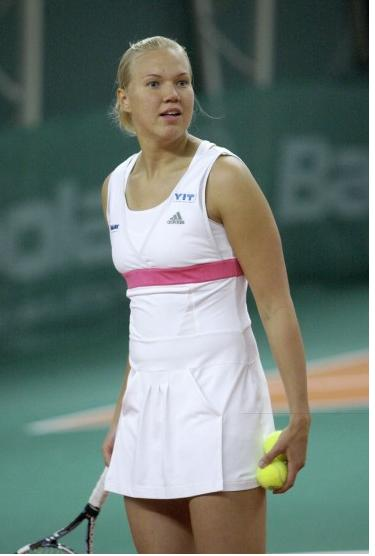
Kaia Kanepi

### Teste di serie
| Giocatrice             | Nazionalità | Ranking* | Testa di serie |
| ---------------------- | ----------- | -------- | -------------- |
| Flavia Pennetta        | Italia      | 12       | 1              |
| Aravane Rezaï          | Francia     | 21       | 2              |
| Sara Errani            | Italia      | 34       | 3              |
| Cvetana Pironkova      | Bulgaria    | 35       | 4              |
| Kaia Kanepi            | Estonia     | 38       | 5              |
| Peng Shuai             | Cina        | 44       | 6              |
| Arantxa Parra Santonja | Francia     | 52       | 7              |
| Julia Görges           | Germania    | 74       | 8              |

- Ranking al 5 luglio 2010.

### Altre partecipanti
Giocatrici che hanno ricevuto una Wild card:
- Flavia Pennetta
- Romina Oprandi
- Anna Floris

Giocatrici passate dalle qualificazioni:
- Corinna Dentoni
- Martina Caregaro
- Nuria Llagostera Vives
- Mirjana Lučić-Baroni

## Campionesse

### Singolare
Kaia Kanepi ha battuto in finale  Flavia Pennetta con il punteggio di 6–4, 6–3
- È il 1º titolo in carriera per Kaia Kanepi.

### Doppio
Alberta Brianti /  Sara Errani hanno battuto in finale  Jill Craybas /  Julia Görges con il punteggio di 6–4, 6–1